# Hugo d’Assunção
Hugo Miguel Almeida Bizarro dkAssunção (ur. 8 listopada 1958 w Lizbonie) – portugalski judoka. Dwukrotny olimpijczyk. Zajął dziewiętnaste miejsce w Los Angeles 1984 i trzynaste w Seulu 1988. Walczył w wadze lekkiej.
Uczestnik mistrzostw świata w 1979 i 1987. Siódmy w mistrzostwach Europy w 1986 roku.

## Letnie Igrzyska Olimpijskie 1984
| Konkurencja | Eliminacje                | Klas. końcowa |
| Konkurencja | Przeciwnik I              | Miejsce       |
| ----------- | ------------------------- | ------------- |
| 71 kg       | Federico Vizcarra (MEX) P | 19.           |

## Letnie Igrzyska Olimpijskie 1988
| Konkurencja | Eliminacje            | Eliminacje             | Eliminacje            | Klas. końcowa |
| Konkurencja | Przeciwnik I          | Przeciwnik II          | Przeciwnik III        | Miejsce       |
| ----------- | --------------------- | ---------------------- | --------------------- | ------------- |
| 71 kg       | James Sibenge (ZIM) Z | Eugene McManus (IRL) Z | Anders Dahlin (SWE) P | 13.           |